# Glace de fond

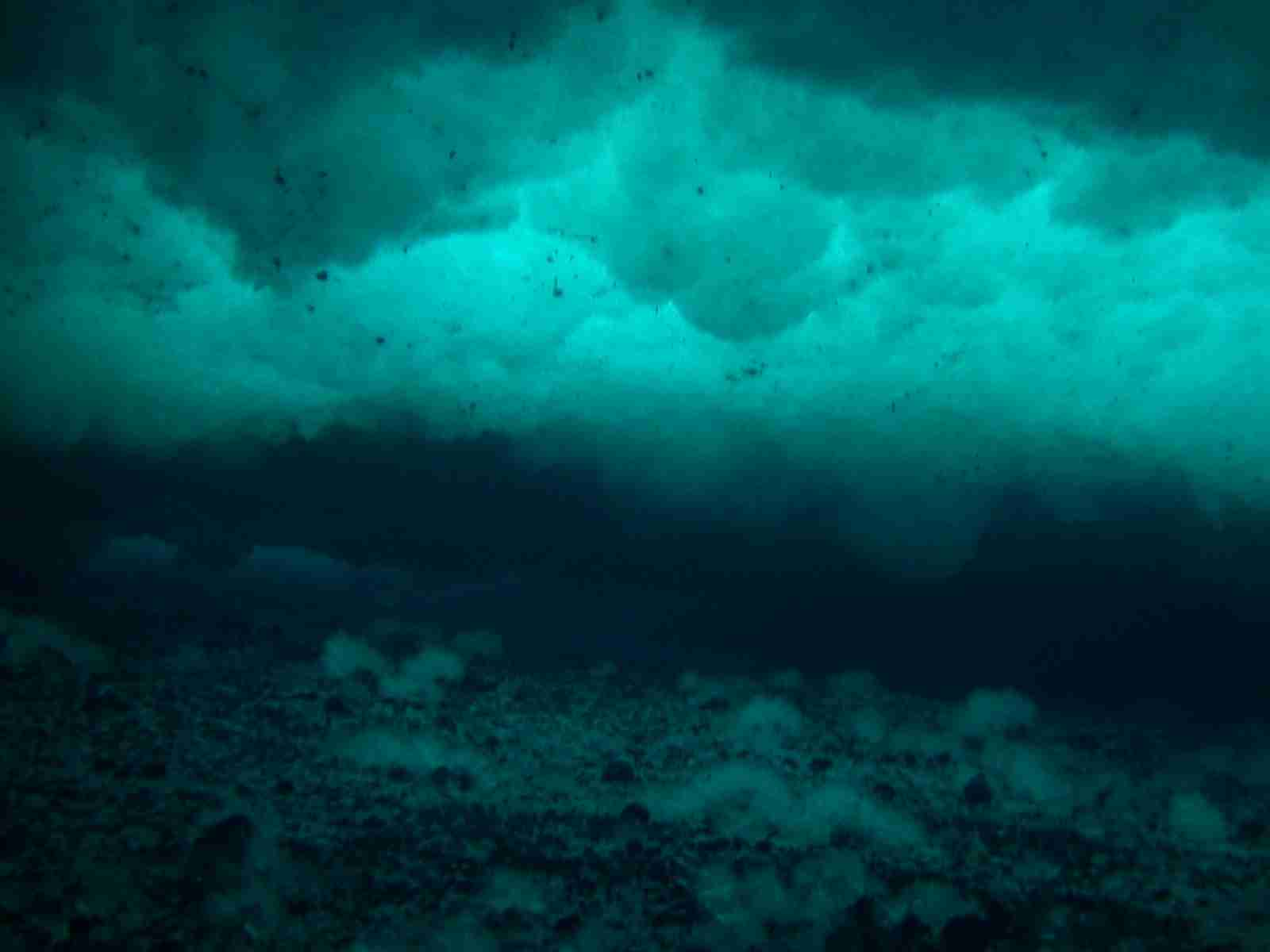
Formation de glace de fond, détroit de McMurdo, Antarctique.

Le terme de glace de fond désigne tout type de glace immergée, attachée ou ancrée au fond, quel que soit son mode de formation. La glace de fond peut se former en milieu océanique ou en eau douce.

## Formation

### Formation en milieu fluvial
Lors des periodes de froid extrême, la glace de fond se forme à partir de l'accrétion, sur le lit de la rivière, du frasil (premiers cristaux de glace à se former, en forme d'aiguille ou de plaquette et d'une taille inférieure à 1 mm) transporté par l'écoulement ,.

## Effets sur la faune et la flore

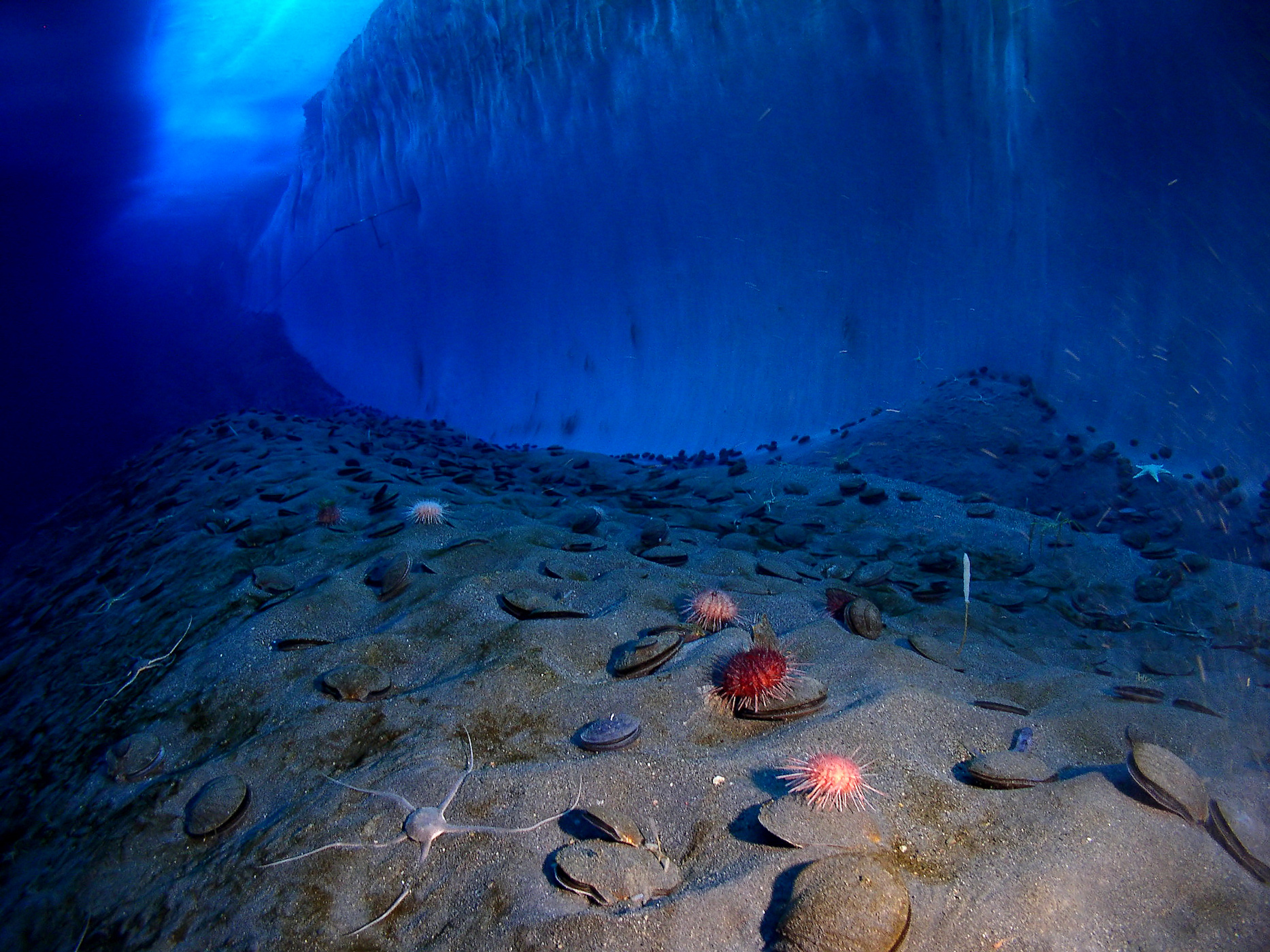
Faune sous-marine, détroit de McMurdo, Antarctique. Les organismes pris par la croissance saisonnière de la glace de fond ne survivront pas.